# Districtul Pluak Daeng
Pluak Daeng (în thailandeză ปลวกแดง) este un district (Amphoe) din provincia Rayong, Thailanda, cu o populație de 34.878 de locuitori și o suprafață de 618,341 km².

## Componență
Districtul este subdivizat în 6 subdistricte (tambon), care sunt subdivizate în 34 de sate (muban).
| Nr. | Nume          | În thailandeză | Sate | Locuitori |  |
| --- | ------------- | -------------- | ---- | --------- |  |
| 1.  | Pluak Daeng   | ปลวกแดง        | 6    | 7,194     |  |
| 2.  | Ta Sit        | ตาสิทธิ์          | 4    | 6,639     |  |
| 3.  | Lahan         | ละหาร          | 4    | 4,022     |  |
| 4.  | Maenam Khu    | แม่น้ำคู้          | 7    | 7,696     |  |
| 5.  | Map Yang Phon | มาบยางพร       | 7    | 5,204     |  |
| 6.  | Nong Rai      | หนองไร่         | 6    | 4,123     |  |